# Yoo Seung-jun
Yoo Seung-jun (korejski: 유승준; Seul, Južna Koreja; 15. prosinca 1976.), poznat i kao Steve Yoo, je američki pjevač, plesač, reper i glumac, jedan od najpoznatijih K-pop idola u Južnoj Koreji. Karijeru je započeo 1997. Godine 2002, Yoo je optužen da je izbjegao služenje vojnog roka Južne Koreje tako što je postao američki državljanin. Zauvijek je protjeran iz Južne Koreje. Od tada, Yoo je postao glumac u Kini.

## Diskografija
| Titula         | Datum izlaska      | Pozicije | Prodajni |
| Titula         | Datum izlaska      | KOR      | Prodajni |
| -------------- | ------------------ | -------- | -------- |
| West Side      | 3. ožujka 1997.    | N/A      | 800,000+ |
| For Sale       | 29. travnja 1998.  | 2        | 796,412+ |
| Now Or Never   | 15. travnja 1999.  | 1        | 825,569+ |
| Over And Over  | 10. prosinca 1999. | 1        | 530,674+ |
| Summit Revival | 24. studenog 2000. | 3        | 414,615+ |
| Infinity       | 31. kolovoza 2001. | 2        | 243,119+ |
| Rebirth of YSJ | 18. rujna 2007.    | —        | N/A      |

## Filmografija

### Filmovi
- Little Big Soldier (2010)
- He-Man (2011)
- Scheme With Me (2012)
- Chinese Zodiac (2012)
- Man of Tai Chi (2013)
- The Wrath of Vajra (2013)
- Long's Story (2014)
- The Break-Up Artist (2014)
- Dragon Blade (2015)
- Taste of Love (2015)
- Crazy Fist (2017)
- Romantic Warrior (2017)
- Invictus Basketball (2017)
- Blade Master Li Bai (2019)

### TV serije
- The Sleuth of the Ming Dynasty (2020)
- The Patriot Yue Fei (2013)

## Nagrade i nominacije

### Golden Disc Awards
| Godina | Kategorija            | Pojedinac / pjesma | Proizlaziti |
| ------ | --------------------- | ------------------ | ----------- |
| 1997   | Bonsang (Best Artist) | Yoo Seung-jun      | pobijedio   |
| 1999   | Bonsang (Best Artist) | Yoo Seung-jun      | pobijedio   |
| 2000   | Bonsang (Best Artist) | Yoo Seung-jun      | pobijedio   |

### Mnet Asian Music Awards
| Godina | Kategorija             | Pojedinac / pjesma | Proizlaziti |
| ------ | ---------------------- | ------------------ | ----------- |
| 1999   | Best Male Artist       | "Passion" (열정)   | nominiran   |
| 2000   | Best Dance Performance | "Vision" (비전)    | nominiran   |
| 2001   | Best Dance Performance | "Wow"              | pobijedio   |
| 2001   | Best Male Artist       | "Wow"              | nominiran   |

### Seoul Music Awards
| Godina | Kategorija           | Pojedinac / pjesma | Proizlaziti |
| ------ | -------------------- | ------------------ | ----------- |
| 2000   | Bonsang (Main Prize) | Yoo Seung-jun      | pobijedio   |
| 2001   | Bonsang (Main Prize) | Yoo Seung-jun      | pobijedio   |